# Vera Wang
Vera Ellen Wang (Xinès: 王薇薇, pinyin: Wáng Weiwei, la pronunciació del mandarí: [u̯ɑ̌ŋ u̯éɪ̯u̯éɪ̯]); nascuda el 27 de juny de 1949, és una dissenyadora de moda i ex patinadora artística estatunidenca amb seu a la ciutat de Nova York. És coneguda per la seva àmplia gamma de vestits de dama d'honor de l'alta costura i les col·leccions de vestit de casament, així com per la seva clientela d'elit de patinadores; dissenya els vestits per a les competicions i exhibicions. Creador d'una marca de perfums.

## Biografia
Vera Ellen Wang va néixer i es va criar a la ciutat de Nova York, i és d'origen xinès. Els seus pares van néixer a Xangai, Xina, i va arribar als Estats Units a mitjans de la dècada de 1940. La seva mare, Florence Wu, va treballar com a traductora per a les Nacions Unides, mentre que el seu pare, Cheng Ching Wang, era amo d'una companyia de medicina. Wang té un germà més jove, Kenneth.
Wang es va graduar de l'Escola de Chapin el 1967, va assistir a la Universitat de París i va obtenir una llicenciatura en Història de l'Art per Sarah Lawrence College. Wang començar el patinatge artístic a l'edat de vuit anys. Mentre que a l'escola secundària, es va entrenar amb James Stuart, i va competir en els Campionats de Patinatge Artístic 1968 als Estats Units. Va aparèixer a la cara de Sports Illustrated en la multitud al 9 gener 1968. Quan ella no va poder fer l'equip olímpic dels Estats Units, va entrar a la indústria de la moda. Wang segueix gaudint de patinatge, dient "El patinatge és multidimensional ".
El 1968, Wang va ser presentada com una debutant en el Ball Internacional Debutant al Waldorf Astoria de la ciutat de Nova York.

## Carrera
A partir de 1970, Wang va ser una editora de moda d'alt nivell per a la revista Vogue, però va deixar Vogue després d'haver estat rebutjada per l'actual editora Anna Wintour i es va unir Ralph Lauren com a director de disseny durant dos anys .
Wang ha fet vestits de núvia per a moltes figures públiques ben conegudes, com ara Chelsea Clinton, Karenna Gore, Ivanka Trump, Campbell Brown, Alicia Keys, Mariah Carey, Victoria Beckham, Avril Lavigne, Jennifer Lopez, Jennifer Garner, Sharon Stone, Sarah Michelle Gellar, Hilary Duff, Uma Thurman, Holly Hunter, Kate Hudson, Khloe Kardashian i Kim Kardashian. La roba de nit de Wang també ha estat usat per Michelle Obama.
Ha dissenyat el vestuari per les patinadores, incloent Nancy Kerrigan, Michelle Kwan i Evan Lysacek. La medallista de plata de Nancy Kerrigan portava un disseny únic de Vera per als Jocs Olímpics 1994. Ella va dissenyar els uniformes de dues peces actualment usats per les porristas dels Philadelphia Eagles.
El 23 d'octubre de 2001, el seu llibre, Vera Wang en Casaments, va ser posat en llibertat. El juny de 2005, va guanyar el CFDA (Consell de Dissenyadors de Moda d'Amèrica) Dissenyadora de l'any. El 27 de maig de 2006, Wang va ser guardonat amb el Premi a la Trajectòria André Leon Talley del Savannah College of Art and Design. Wang va ser inclosa en els EUA Patinatge Artístic Saló de la Fama el 2009, i va ser honrada per la seva contribució a l'esport com a dissenyadora de vestuari.
Vint anys després de l'obertura de la seva primera boutique nupcial, Wang va ser guardonat amb el lideratge en el Premi de les Arts per l'Associació de Harvard- Radcliffe Asian American. Ella va acceptar el premi el 17 d'abril de 2010 a les identitats, el xou de l'associació de Harvard anual de caritat de la moda.
La roba de nit de Wang ha estat usada per estrelles de molts esdeveniments de catifa vermella, entre ells Viola Davis en els Premis 2012 de l'Acadèmia, Sandra Bullock als Oscars el 2011 i Sofia Vergara en els premis Emmy.
Ella va ser honrada amb el Premi a la Trajectòria Geoffrey Beene el 2013.

## Venda al detall
El 1990, va obrir el seu propi saló de disseny a l'Hotel Carlyle a Nova York que compta amb els seus vestits de núvia. Vera ha obert boutiques de núvia a Nova York, Londres, Tòquio i Sydney, Austràlia. Wang també ha expandit la seva marca a través de la seva fragància, la joieria, ulleres, sabates i articles per a la llar col·leccions. 
"White by Vera Wang" va llançar l'11 febrer del 2011 a David nupcial. Els preus dels vestits de núvia van des de $ 600 -. $ 1,400 que li dona a més núvies una forma més econòmica de portar dissenys de Vera. El 2002, Wang va començar a entrar a la indústria de la moda per a la llar i va llançar la Vera Wang Xina i Crystal Collection, seguit pel llançament de la seva línia de difusió anomenat Simplement Vera el 2007, que es venen exclusivament per Kohl's.
El juny de 2012, va obrir la seva tercera botiga mundial i primer asiàtic emblemàtica "Vera Wang Bridal Corea", dirigida pel president Jung Mi-ri, al barri de luxe de Cheongdam-dong a Gangnam-gu, Seül.

## En la cultura popular
Diverses pel·lícules i programes de televisió han esmentat les obres de Wang
En la sèrie "Sex and the City", Charlotte York va trobar que el vestit de núvia de Wang va ser el vestit de núvia perfecte, i ho va usar per al seu casament amb Trey MacDougal. El disseny de Wang va ser esmentat en la cadena de televisió NBC en el show The West Wing en l'episodi "The Black Vera Wang ". En sèries de televisió Ugly Betty d'ABC, Vera Wang fa un cameo com ella mateixa, dissenyant un vestit per al casament de Wilhelmina Slater a Bradford Meade.
A la pel·lícula de Sex and the City, Vera Wang va fer un dels vestits de núvia Carrie Bradshaw portava en la seva sessió de fotos de Vogue. A la pel·lícula Bride Wars, Anne Hathaway i Kate Hudson portava vestits de Vera Wang fets a mida.
En un episodi de Totally Spies "The Wedding Crasher ", un vilà anomenat Wera Van (paròdia de Vera Wang), desitjos de venjança sobre aquells que van rebutjar als seus dissenys de vestits de núvia.
Vera Wang també va dissenyar un vestit de núvia per Sarah Michelle Gellar, personatge de Buffy Summers en la sèrie de televisió Buffy The Vampire Slayer a l'episodi "The Prom".

## Televisió

### Pel·lícules
- First Daughter  (2004) com ella mateixa
- The September Issue (2009) com ella mateixa

### Sèries
- Gossip Girl (2012) com ella mateixa
- Keeping Up with the Kardashians  (2011) com ella mateixa
- Ugly Betty  (2007) com ella mateixa
- Chelsea Lately (2011) com ella mateixa

## Llibre
Vera Wang, Vera Wang on Weddings, HarperCollins, October 2001.

## Vida personal
El 1989, es va casar amb Arthur Becker en una cerimònia interreligiosa baptista i jueva. Residien a Manhattan amb les seves dues filles adoptives: Cecilia (nascuda el 1990), que actualment resideix a la ciutat de Nova York, i Josephine (nascuda el 1993), que va anar a l'escola Chapin i actualment assisteix a la Universitat Harvard. Becker va ser el CEO d'una companyia de serveis de tecnologia d'informació anomenat NaviSite fins a agost de 2010. Al juliol de 2012, Vera Wang Co va anunciar que la parella s'havia separat. La separació va ser amistosa.